# Dernaki
Dernaki (ukr. Дернаки) – wieś na Ukrainie, w rejonie jaworowskim obwodu lwowskiego.

## Historia
Dawniej przysiółek wsi Siedliska w powiecie jaworowskim.